# گنوم
‍‍‍‍‍‍‍‍‍‍‍نوم (به انگلیسی: GNOME، ‎/ɡəˈnoʊm, ˈnoʊm/‎) یک محیط رومیزی است که تمام بخش‌های آن از نرم‌افزار آزاد تشکیل شده‌است. گنوم روی سیستم‌عامل لینوکس و سیستم‌عامل‌های شبه‌یونیکس نصب می‌شود.
هجی واژهٔ گنوم، /gəˈnoʊm/ است، که با «گ» تند هجی می‌شود. البته بعضاً نوم /ˈnoʊm/ (مانند واژهٔ انگلیسی "gnome" با یک "G" بی‌آوا) نیز تلفظ می‌شود. "گنوم" در اصل سرواژه GNU Network Object Model Environment بود، یک نوع معماری نرم‌افزار که قرار بود این میزکار مطابق آن ساخته شود ولی هرگز پیاده‌سازی نشد زیرا مناسب تشخیص داده نشد.
گنوم به دست پروژه گنوم توسعه داده می‌شود که هم دربرگیرندهٔ توسعه‌دهندگانی است که به‌طور داوطلبانه برای توسعه و پیشرفت آن کارهایی را انجام می‌دهند و هم شامل توسعه‌دهندگانی است که از سوی شرکت‌ها برای آن به کار گماشته می‌شوند. شرکت رد هت از نسخه‌های اولیه آن تا به امروز بیشترین توسعه‌دهندگان را برای توسعه گنوم به کار گماشته‌است. گنوم، پروژه‌ای بین‌المللی است که هدف از آن ایجاد چارچوب نرم‌افزار برای توسعهٔ نرم‌افزارها بر پایهٔ این چارچوب و همچنین هماهنگ‌سازی تلاش‌ها برای بین‌المللی‌سازی و محلی‌سازی و دسترس‌پذیری نرم‌افزارهای پروژه گنوم است.
میزکار گنوم بخشی از پروژه گنو است.

## اهداف
هدف اصلی این پروژه فراهم کردن یک میزکار کارآمد، مدرن، ساده در استفاده، قابل اعتماد و پایدار است. افزون براین، گنوم چهارچوب و ابزارهایی برای توسعه اپلیکیشن‌ها ارائه می‌دهد.
اهداف کلی پروژه:
- آزادی - یک میزکار کاملاً آزاد (همسو و بر پایهٔ آنچه که برای نرم‌افزار آزاد گفته شده‌است)
- کارامد و بهره‌رسان برای همگان - این میزکار باید برای همگان، از جمله کاربران دارای دانش فنی کم یا دارای ناکارایی‌ها و ناتوانی‌های جسمی قابل استفاده باشد.
- بین‌المللی‌سازی و محلی‌سازی - تاکنون گنوم به بیش از یک‌صد زبان ترجمه شده‌است.[۴]
- دوستانه با توسعه دهندگان - توسعه دهندگان و کسانی که برنامه‌های رایانه‌ای می‌نویسند، با آسودگی پندار و به سادگی بتوانند برنامه‌هایی که می‌نویسند را هم‌سو و سازگار با گنوم پیاده‌سازی کنند. همچنین به برنامه‌نویسان و توسعه دهندگان این آزادی داده شود که هر زبان برنامه‌نویسی که می‌خواهند را به کار بگیرند.
- سازمان‌دهی - چرخهٔ انتشار منظم و جامعهٔ کاربران ساخت یافته
- پشتیبانی

## طراحی

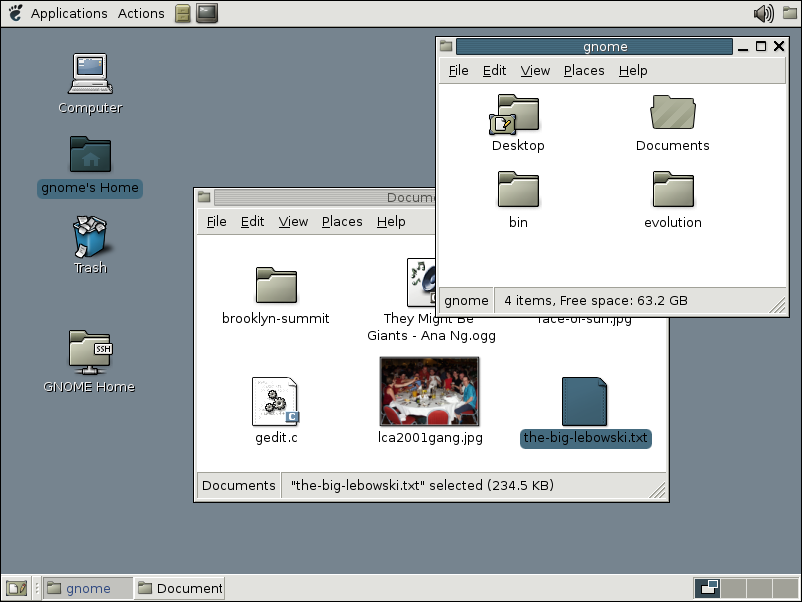
دسکتاپ گنوم نسخه ۲.۶

### دستورالعمل‌های واسط انسان (HIG)
از نسخه دوم گنوم، بهره‌وری به یک تمرکز کلیدی برای گنوم واقع شد. برای رسیدن به این هدف، دستورالعمل‌های واسط انسان (HIG) از طرف پروژه گنوم ساخته شد. همه برنامه‌های رسمی گنوم یک سبک منسجم از واسط کاربر گرافیکی را ارائه می‌دهند که توسط دستورالعمل‌های گنوم شرح داده شده، آن دستورالعمل‌ها خود روی مفاهیم و تحقیقات ارگونومی شناختی متکی هستند.
در حین بازنویسی نسخه دوم گنوم، بسیاری از تنظیمات که تلقی شد برای اکثریت کاربران کم ارزش باشد حذف شدند. Havoc Pennington از توسعه دهندگان سرشناس گنوم، در یک مقاله کوتاه در سال ۲۰۰۲ این مطلب را بیان کرد که همه تنظیمات، هزینه اقتصادی دارند، و بهتر است که نرم‌افزار طوری ساخته شود که به‌طور پیش‌فرض به درستی رفتار کند، به جای افزودن تنظیمات با واسط کاربر برای دریافت رفتار دلخواه.

### گنوم شل
گنوم شل پوسته گرافیکی میزکار گنوم با آغاز نسخه ۳ در آوریل ۲۰۱۱ است، هدف از طراحی آن کارآمد بودن بر روی همه نوع نمایش‌گر، چه رایانه رومیزی دارای نمایش‌گر متوسط یا بزرگ که با صفحه کلید و ماوس کنترل می‌شود و چه رایانه‌های قابل حمل دارای نمایش‌گر کوچک‌تر مانند لپ تاپ و تبلت که با صفحه کلید، تاچ‌پد یا صفحه لمسی کنترل می‌شوند.  

### افزونه ها ( Extensions )
بسیاری از ویژگی های گنوم شل با افزونه ها پیاده سازی شده اند. همه افزونه های گنوم با زبان برنامه نویسی جاوااسکریپت نوشته شده است. همه افزونه های گنوم در این وبسایت در دسترس اند. 

## تاریخچه
در سال ۱۹۹۶ پروژه میزکار کی‌دی‌ئی (KDE) آغاز شد. کی‌دی‌ئی از همان آغاز یک نرم‌افزار آزاد بود اما جنبش نرم‌افزار آزاد نگران وابستگی کی‌دی‌ئی به چارچوب و کتابخانه‌های Qt بودند، Qt یک ابزار ویجت و مجموعه‌ای از کتابخانه‌ها (چارچوب اپلیکیشن) است که در آن زمان تحت اجازه‌نامهٔ غیر آزاد با محدودیت‌های زیاد انتشار می‌یافت. در واکنش به این مشکل، در سال ۱۹۹۷ دو پروژه به‌طور هم‌زمان آغاز به فعالیت کردند: هارمونی که پیاده‌سازی و جایگزینی آزاد برای Qt بود، و گنوم که یک میزکار با اهداف و ساختار متفاوت و کاملاً آزاد بود. میگل ایکازا از اولین رهبران و توسعه دهندگان پروژه بود.
میزکار گنوم بر پایهٔ کتابخانه‌های جی‌تی‌کی+ (به انگلیسی: +GTK) ساخته شده‌است. جی‌تی‌کی+ تحت پروانه GNU LGPL منتشر می‌شود.
در ژوئن سال ۱۹۹۹ Qt نسخه ۲٫۰ تحت پروانه آزاد  QPL  که ساخت خودش بود منتشر شد ولی با پروانه GNU GPL ناسازگار بود، برای حل این ناسازگاری‌ها، در اواخر سال ۲۰۰۰، Qt نسخه ۲٫۲ به صورت موازی تحت دو پروانه  QPL  و گنو جی‌پی‌ال منتشر شد. با انتشار Qt تحت مجوز گنو جی‌پی‌ال، پروژهٔ هارمونی متوقف شد و پروژه گنوم هم به دلایل مختلف ادامه یافت.

## تشکیلات پروژه
همانند دیگر پروژه‌های نرم‌افزار آزاد، بحث‌های مربوط به مشکلات و توسعه آن از طریق لیست پست الکترونیک صورت می‌گیرد.
در سال ۲۰۰۰ بنیاد گنوم شکل گرفت تا مدیریت این پروژه را به عهده گیرد و با شرکت‌هایی که به مشارکت در توسعهٔ گنوم علاقه دارند مذاکره کند. با وجود اینکه وظیفهٔ انتشار نسخه‌های جدید بر دوش بنیاد گنوم است، و بنیاد تصمیم می‌گیرد کدام نرم‌افزار بخشی از گنوم باشد، دخالت مستقیمی در توسعه و مسائل تکنیکی مربوط به گنوم ندارد. عضویت در بنیاد آزاد بوده و تمام افرادی که مشارکتی در توسعهٔ گنوم داشته‌اند می‌توانند عضوی از بنیاد باشند. اعضای بنیاد هر ساله در ماه نوامبر برای انتخاب هیئت مدیرهٔ بنیاد رای‌گیری می‌کنند. کاندیداها باید از قبل عضو بنیاد بوده باشند.
توسعه‌دهندگان و کاربران گنوم هر ساله در یک گردهم‌آیی که به نام GUADEC شناخته می‌شود به دور یکدیگر جمع می‌شوند تا دربارهٔ وضعیت کنونی پروژه و آیندهٔ آن بحث کنند.
گنوم اغلب استانداردهای freedesktop.org را درون خود پیاده‌سازی می‌کند تا اطمینان حاصل کند که گنوم با دیگر میزکارها هماهنگ و سازگار است.

## تاریخچه انتشارها
پروژه گنوم سعی می‌کند تا هر ۶ ماه یک نسخهٔ پایدار از میزکار گنوم را منتشر کند.
|        | اوت ۱۹۹۷     | اعلام شروع توسعهٔ گنوم |
| ۱٫۰    | مارس ۱۹۹۹    | نخستین انتشار اصلی گنوم |
| ۱٫۰٫۵۳ | اکتبر ۱۹۹۹   | «اکتبر» |
| ۱٫۲    | می ۲۰۰۰      | «بانگو» |
| ۱٫۴    | آوریل ۲۰۰۱   | «آرامش» |
| ۲٫۰    | ژوئن ۲۰۰۲    | ارتقا اساسی براساس جی‌تی‌کی ۲. معرفی راهبردهای واسط کاربری. |
| ۲٫۲    | فوریه ۲۰۰۳   | بهبود مدیریت پرونده و چندرسانه‌ای. |
| ۲٫۴    | سپتامبر ۲۰۰۳ | "Temujin": Epiphany, accessibility support. |
| ۲٫۶    | مارس ۲۰۰۴    | ناتیلوس به یک مدیر پرونده فضایی تغییر کرد، ویک کادر محاوره‌ای فایل جدید جی‌تی‌کی+ معرفی شد. یک انشعاب کوتاه مدت از پروژه گنوم به نام GoneME برای پاسخ گویی به تغییرات این نسخه |
| ۲٫۸    | سپتامبر ۲۰۰۴ | بهبود پشتیبانی از لوازم قابل حمل، اضافه شدن اوولوشن. |
| ۲٫۱۰   | مارس ۲۰۰۵    | کاهش نیاز به رم و بهبود کارایی. اضافه شدن: اپلت پنل‌های جدید (کنترل مودم، بارکننده درایو و سطل بازیافت); و تاتم و نرم‌افزار Sound Juicer |
| ۲٫۱۲   | سپتامبر ۲۰۰۵ | بهبود ناتیلوس؛ بهبود کات‌پیست بین نرم‌افزارها و ادغام freedesktop.org. اضافه شدن: اوینس نرم‌افزار نمایش پی‌دی‌اف؛ پوسته پیشفرض جدید: نگاه شفاف؛ ویرایش‌گر منو؛ مدیر کلیدها و ابزارهای مدیریتی. بر مبنای جی‌تی‌کی+ ۲٫۸ و پشتیبانی از کایرو. |
| ۲٫۱۴   | مارس ۲۰۰۶    | بهبود کاراریی (تا بیش از ۱۰۰ درصد در بعضی از موارد); به‌کارگیری و بهبود در تنظیمات کاربر؛ چارچوب چندرسانه‌ای جی‌استریمر ۰٫۱۰. اضافه شدن: Ekiga ویدیو کنفرانس ابزار جست‌جو؛ ویرایش‌گر Pessulus lockdown; تعویض کاربر سریع; ابزار میدیریت سیستم Sabayon. |
| ۲٫۱۶   | سپتامبر ۲۰۰۶ | Performance improvements. Adds: Tomboy notetaking application; Baobab disk usage analyser; Orca screen reader; GNOME Power Manager (improving laptop battery life); improvements to Totem, Nautilus; compositing support for Metacity; new icon theme. Based on GTK+ 2.10 with new print dialog. |
| ۲٫۱۸   | مارس ۲۰۰۷    | Performance improvements. Adds: Seahorse GPG security application, allowing encryption of emails and local files; Baobab disk usage analyser improved to support ring chart view; Orca screen reader; improvements to Evince, Epiphany and GNOME Power Manager, Volume control; two new games, GNOME Sudoku and glchess. MP3 and AAC audio encoding. |
| ۲٫۲۰   | سپتامبر ۲۰۰۷ | Tenth anniversary release. Evolution backup functionality; improvements in Epiphany, EOG, GNOME Power Manager; password جاسوئیچی management in Seahorse. Adds: PDF forms editing in Evince; integrated search in the file manager dialogs; automatic multimedia کدک installer. |
| ۲٫۲۲   | مارس ۲۰۰۸    | Addition of Cheese, a tool for taking photos from webcams and Remote Desktop Viewer; basic window compositing support in متاسیتی; introduction of GVFS; improved playback support for DVDs and یوتیوب، MythTV support in Totem; internationalised clock applet; Google Calendar support and message tagging in Evolution; improvements in اوینس، Tomboy, Sound Juicer and Calculator. |
| ۲٫۲۴   | سپتامبر ۲۰۰۸ | Addition of the Empathy instant messenger, Ekiga 3.0, tabbed browsing in Nautilus, better multiple screens support and improved digital TV support. |
| ۲٫۲۶   | مارس ۲۰۰۹    | New Disc Burning application Brasero, simpler file sharing, media player improvements, support for multiple monitors and fingerprint reader support. |
| ۲٫۲۸   | سپتامبر ۲۰۰۹ | Addition of GNOME Bluetooth module. Improvements to Epiphany web browser, Empathy instant messenger, Time Tracker, and accessibility. Upgrade to GTK+ version 2.18. |
| ۲٫۳۰   | مارس ۲۰۱۰    | بهبود در نرم‌افزارهای ناتیلوس مدیر پرونده، امپتی کلاینت پیام‌رسان، تام‌بوی، اوینس، تایم ترکر، Epiphany و Vinagre. پشتیبانی نسبی از آی‌پاد و آی‌پاد تاچ با نرم‌افزار Gvfs. همچنین از جی‌تی‌کی+ نسخهٔ ۲٫۲۰ استفاده می‌کند. |
| ۲٫۳۲   | سپتامبر ۲۰۱۰ | Addition of Rygel and GNOME Color Manager. Improvements to Empathy IM client, اوینس، Nautilus file manager and others. 3.0 was intended to be released in September 2010, so a large part of the development effort since 2.30 went towards 3.0. |
| ۳٫۰    | آوریل ۲۰۱۱   | معرفی گنوم شل. A redesigned settings framework with fewer, more focused options. Topic-oriented help based on the Mallard markup language. Side-by-side window tiling. A new visual theme and default font. Adoption of GTK+ 3.0 with its improved language bindings, theming, touch, and multiplatform support. Removal of long-deprecated development APIs. |
| ۳٫۲    | سپتامبر ۲۰۱۱ | پشتیبانی از حساب روی‌خط؛ Web applications support; contacts manager; documents and files manager; quick preview of files in the File Manager; greater integration; better documentation; enhanced looks and various performance improvements. |
| ۳٫۴    | مارس ۲۰۱۲    | ظاهری جدید برای برنامه‌های گنوم ۳: سندها، اپیفانی (که اکنون وب نامیده می‌شود)، و Contacts. Search for documents from the Activities overview. Application menus support. Refreshed interface components: انتخاب‌گر رنگ جدید، redesigned scrollbars, easier to use spin buttons, and hideable title bars. Smooth scrolling support. پس‌زمینهٔ پویای جدید. Improved system settings with new Wacom panel. مدیریت پسوندهای راحت‌تر. پشتیبانی بهتر از سخت‌افزارها. Topic-oriented documentation. پشتیبانی از تماس دیداری در امپتی. Better accessibility: Improved Orca integration, بهتر high contrast mode، و بزرگ‌نمایی جدیدتر تنظیمات. به اضافهٔ بهینه‌سازی بسیاری از برنامه‌های دیگر و جزئیات ریزتر. |

## میزکارهای دیگر
در حال حاضر مشهورترین و پراستفاده‌ترین میزکارهای گنو/لینوکس، گنوم و کی‌دی‌ئی هستند؛ اما در مواردی که میزکارهای سبک‌تری مورد نیاز باشد، معمولاً از میزکارهایی مانند ماته و Xfce استفاده می‌شود. گنوم با زبان برنامه‌نویسی سی و کی‌دی‌ئی با زبان برنامه‌نویسی سی++ نوشته شده‌است.

### ماته
ماته (به اسپانیایی: MATE) یک میزکار انشعاب یافته از کد کنارگذاشته‌شدهٔ گنوم ۲ است که هدف آن ادامه دادن طراحی سنتی نسخه دوم گنوم است و تعدادی از اپلیکیشن‌های گنوم ۳ را با ظاهر سنتی ارائه می‌دهد. این میزکار از نسخه سوم گنوم سبک‌تر است ولی همه اپلیکیشن‌ها و قابلیت‌های آن را ارائه نمی‌دهد.

## ترجمه فارسی
بیشتر بخش‌های میزکار گنوم و نرم‌افزارهای آن دارای ترجمه فارسی می‌باشد اما اکنون در سطح ناقص قرار دارد. وضعیت ترجمه